# Kaep'ung-guyŏk
Kaep'ung-guyŏk (koreanska: 개풍구역) är en kommun i Nordkorea.   Den ligger i provinsen Kaesong, i den södra delen av landet, 140 km sydost om huvudstaden Pyongyang.